# اس‌ام یو-۶۷
اس‌ام یو-۶۷ (به انگلیسی: SM U-67) یک زیردریایی بود که طول آن ۲۲۸ فوت (۶۹ متر) بود. این زیردریایی در سال ۱۹۱۵ ساخته شد.